# Dodge Arena
State Farm Arena (antiga Dodge Arena) é uma arena multi-uso localizado em Hidalgo, Estados Unidos. Era conhecida como Dodge Arena até 04 de fevereiro de 2010.
A Arena tem capacidade para 5.500 pessoas para eventos de hóquei no gelo e futebol, e até 6.800 pessoas para concertos e eventos de boxe.
É a casa do Rio Grande Valley Killer Bees da Central Hockey League desde 2003, o Rio Grande Valley Vipers da NBA Development League desde 2007, e os Rio Grande Valley Magic do Lone Star Football League desde 2011. O Rio Grande Valley Dorados de Futebol americano de arena da liga AF2 eram inquilinos do local de 2004 até 2009.
Foi construído em 2003, a um custo de U$ 20 milhões, e é de propriedade da City of Hidalgo Municipal Facilities Corporation. A primeira corporação,  DaimlerChrysler, na época a proprietária da marca Dodge, comprou os direitos de nomeação para a arena. A estrela da música country Alan Jackson deu o primeiro concerto na arena. Em 4 de fevereiro de 2010, a State Farm Insurance comprou os direitos de nomeação para a arena.
Um dos acontecimentos mais notáveis na história da Arena ocorreu em 2009, quando a cantora mexicana Gloria Trevi, que estava em turnê, se apresentou diante de uma multidão de casa cheia. O concerto foi mais notável devido ao fato de Trevi ter sido residente de Rio Grande Valley (atualmente reside em McAllen, Texas).